# Irisbus Citelis
L'Irisbus Citelis è un modello di autobus urbano a pianale ribassato prodotto da Irisbus tra il 2005 e il 2013. Esso è stato prodotto anche in versione articolata e filobus, in collaborazione con Škoda Electric su marchio Karosa. Dal Citelis sono derivati un modello prodotto da Heuliez Bus, il GX327, un'ulteriore versione filobus, sviluppata da Astra Bus (l'Astra Citelis) e il successore, l'Iveco Bus Urbanway.
Il Citelis è stato prodotto negli stabilimenti Irisbus di Annonay, in Francia, Vysoké Mýto, in Repubblica Ceca, e fino al 2011 Flumeri, in Italia. Si è diffuso nel mercato europeo, diventando particolarmente presente in Francia e Italia, suoi paesi di origine.

## Progetto
Il Citelis è stato presentato nel 2005, nell'ambito del rinnovamento della gamma proposta dal costruttore italo-francese Irisbus, in sostituzione sia del Renault Agora, mezzo in produzione dal 1996 ad opera di Renault Trucks (e che ha avuto un grandissimo successo in Francia, mentre in Italia ha circolato in pochissimi esemplari), che dell'Iveco CityClass, anch'esso in produzione dal 1996 (e che, invece, ha ottenuto un'enorme diffusione nelle flotte delle aziende italiane).
Stilisticamente derivato dall'Agora, presenta alcune differenze come la forma dei fanali anteriori e posteriori, a forma di gemme circolari, le modanature del cofano motore e il parabrezza anteriore.

## Tecnica
Il Citelis è stato prodotto in quattro versioni diversamente alimentate: gasolio, gas naturale compresso (GNC), ibrido ed in versione filobus (Irisbus Skoda 24Tr).
Il motore, nelle versioni a gasolio e a gas naturale compresso, è un Iveco Cursor 8 a sei cilindri in linea con cilindrata da 7,79 l e potenza massima di 245, 290 o 380 CV per le versioni a gasolio e 245, 290 o 330 CV per le versioni GNC. La versione ibrida invece è equipaggiata con l'Iveco Tector 6 con cilindrata da 5,9 l e potenza di 300 CV. In tutte le versioni il motore è montato in posizione trasversale nel vano posteriore del mezzo. La versione "Line" tuttavia, rivolta principalmente al mercato francese, ha il motore posto longitudinalmente. Ad entrambi è abbinato il cambio automatico Voith DIWA 5 a quattro rapporti.
Al suo lancio il motore rispettava lo standard europeo sulle emissioni inquinanti Euro 4, raggiungendo a partire dal 2006 l'Euro 5 con il lancio della versione EEV (Enhanced Environmentally-friendly Vehicle).

## Versioni

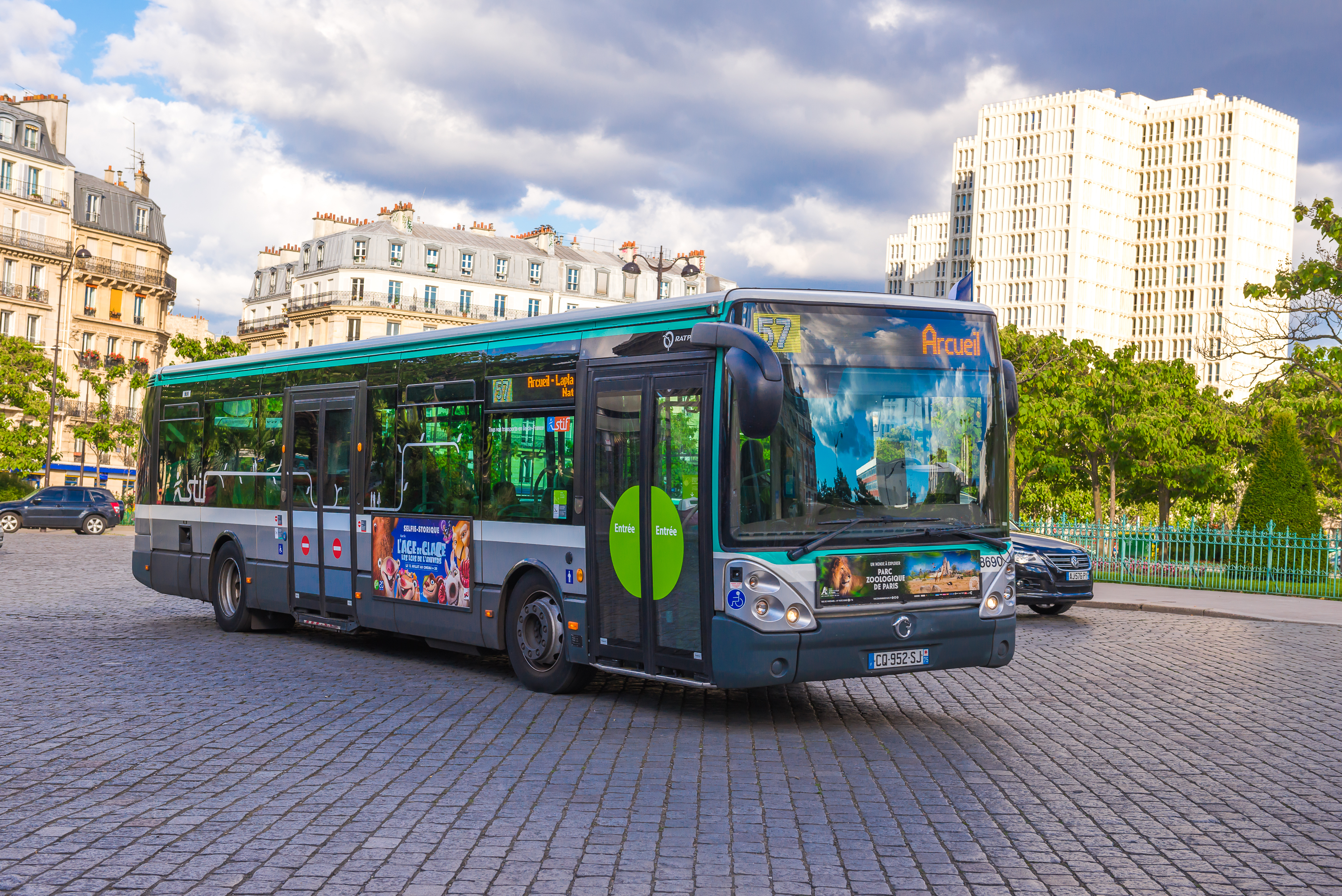
Citelis 12 in servizio a Parigi per RATP

### Citelis 10
- Lunghezza: 10,5 m
- Alimentazione: gasolio, GNC
- Allestimento: urbano, suburbano
- Porte: 2 o 3, rototraslanti

### Citelis 12
- Lunghezza: 12 m

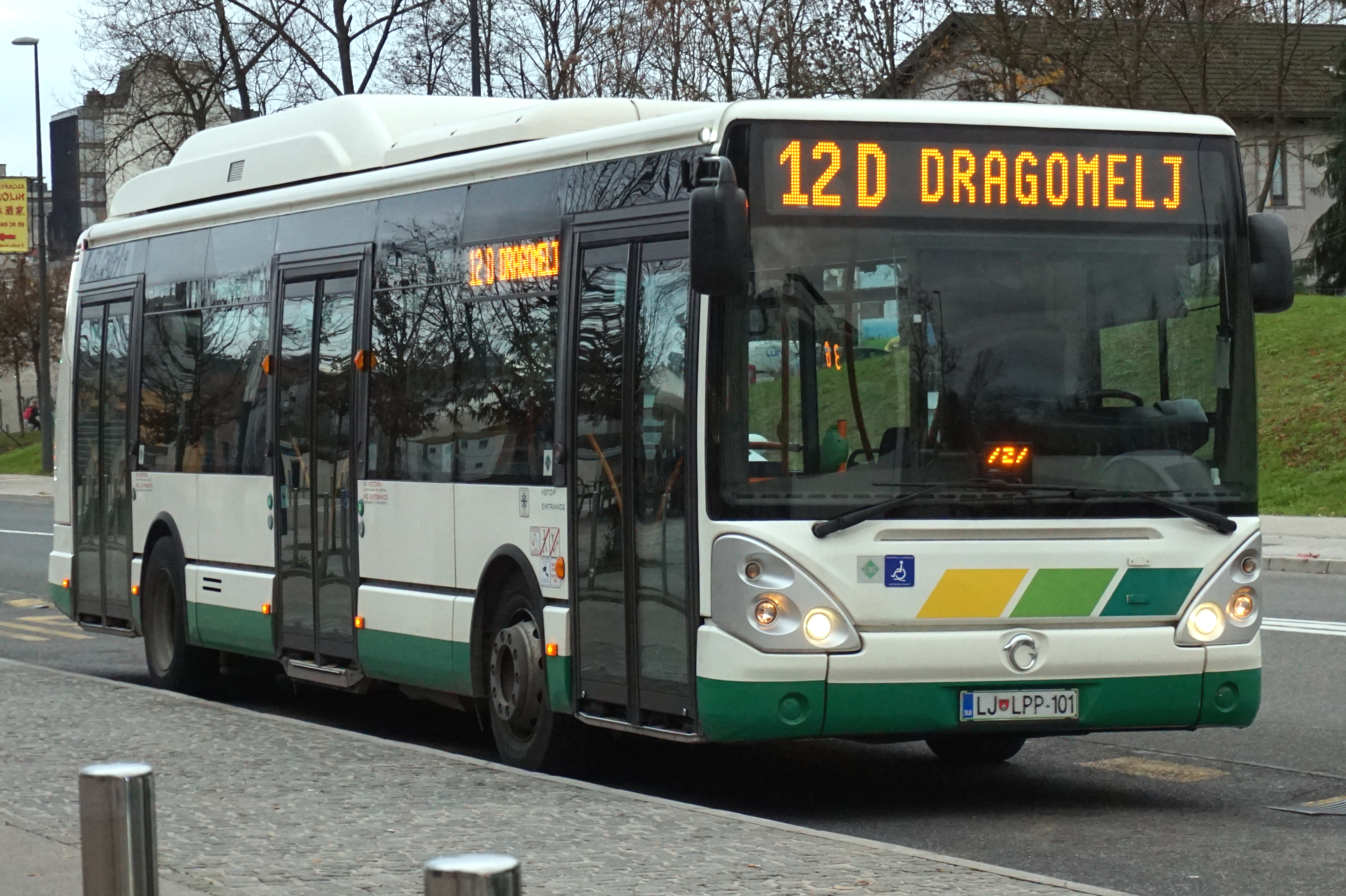
Irisbus Citelis 12 GNC in servizio a Lubiana per conto di LPP

- Alimentazione: gasolio, GNC, ibrido, elettrico[5]
- Allestimento: urbano, suburbano, interurbano[6]
- Porte: 2 o 3, rototraslanti o scorrevoli

### Citelis 18
- Lunghezza: 18 m
- Alimentazione: gasolio, GNC, ibrido, elettrico[5]
- Allestimento: urbano, suburbano
- Porte: 3 o 4, rototraslanti o scorrevoli

## Diffusione

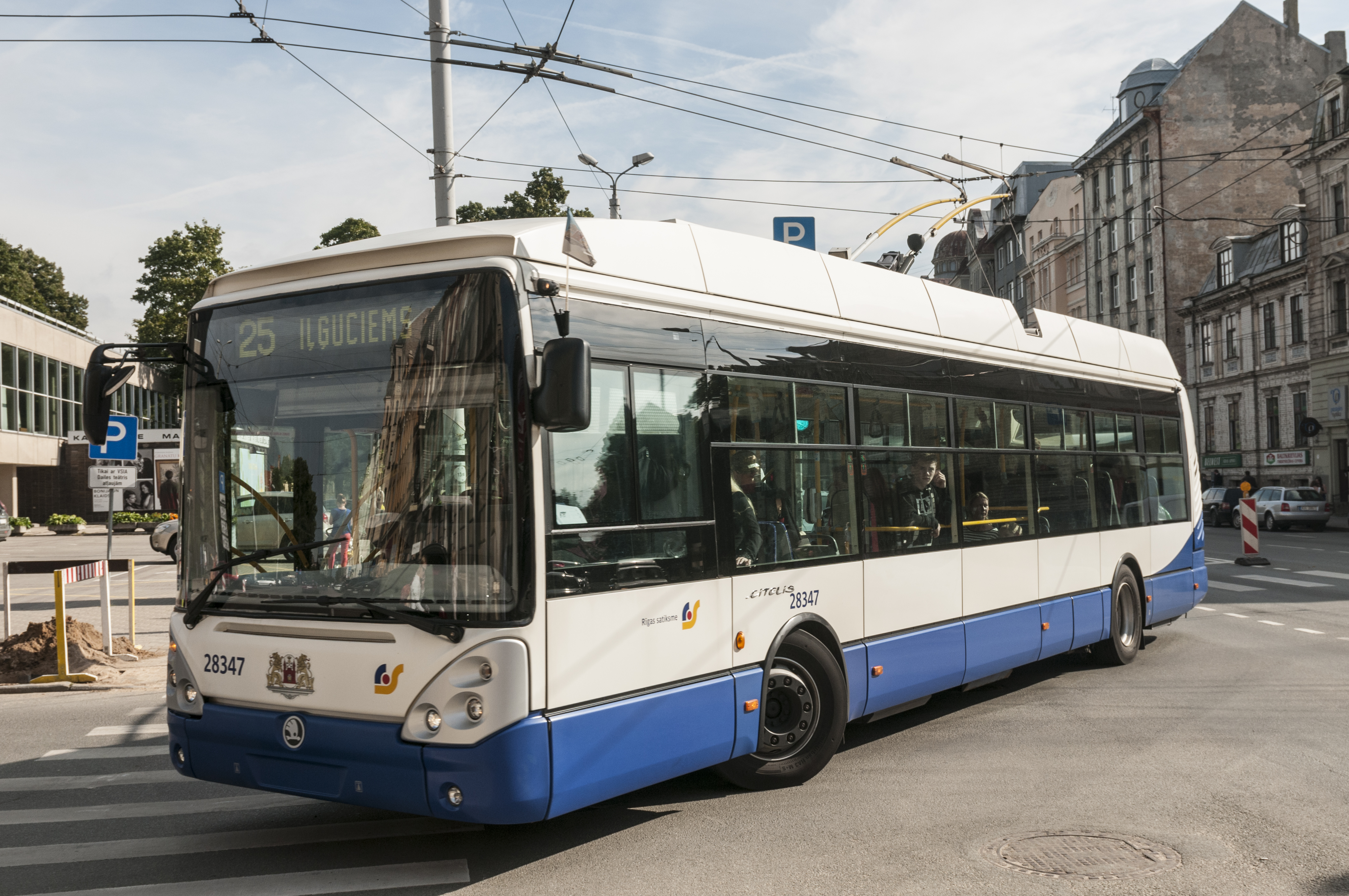
Filobus Irisbus Škoda 24Tr in servizio a Riga per conto di Rīgas Satiksme

### Francia

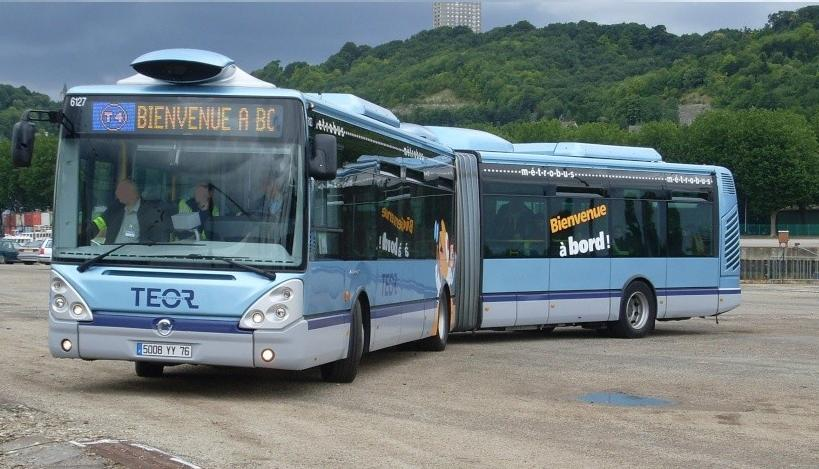
Citelis 18 con sistema di guida ottica a Rouen

Diversi esemplari sono stati acquistati da RATP (Parigi).
A Rouen la VTNI (gruppo Veolia Transport) ha acquistato alcuni Citelis, dotandoli di un sistema a guida ottica.

### Italia
ATAC (Roma) ha acquistato inizialmente 24 Citelis 12 GNC nel 2010, per sostituire alcuni CityClass distrutti da un incendio divampato nella rimessa di Tor Pagnotta, con livrea grigia immatricolandoli 4501-4524. Nel 2013 ha proceduto all'acquisto di altri 337 Citelis a gasolio, di cui 206 da 12 metri e 131 da 18 metri, tutti con livrea rossa e immatricolati rispettivamente 3001-3206 e 401-531.
Brescia Trasporti ha acquistato 17 Citelis 12 GNC, di cui uno usato, immatricolandoli 674-690. Ad essi si aggiungono 20 Citelis 18 sempre GNC immatricolati 700-719.
Nel 2010 GTT (Torino) ha messo in servizio 100 Citelis 12 a gasolio, in sostituzione delle vetture Euro 0, con livrea blu, grigia e gialla e immatricolati 3000-3099. Altri 81 Citelis 12 a gasolio, con la stessa livrea, sono stati acquistati tra il 2012 e il 2014 e immatricolati 3300-3380. Un altro gruppo di Citelis 18, di cui 4 GNC e 8 a gasolio, sono stati acquistati tra il 2010 e il 2011.
T>PER (Emilia-Romagna) dal 2012/2013 possiede alcuni esemplari 12 metri alimentati a CNG che prestano servizio nel bacino di Bologna.
Conerobus (Ancona) acquistò, nel 2007, un 18m GNC in allestimento suburbano, nel 2009, 2 12m GNC sempre in allestimento suburbano, nel 2010, 16 10m GNC in allestimento urbano. Nel 2017 acquistò usati dalla Trieste Trasporti, 6 12m a gasolio in allestimento urbano e, nel 2020, un altro 12m a gasolio in allestimento urbano, sempre usato, ma da un'azienda francese.
CTM (Cagliari) acquistò 24 esemplari immessi in circolazione nell'autunno 2008 con le matricole aziendali da 512 a 536. A partire dal 2022 è stato avviato un graduale accantonamento dei mezzi, sostituiti da diversi Iveco Bus Urbanway.

## Nella cultura popolare
In film Disney, come Cars 2 e Planes: Fire & Rescue, un Irisbus Citelis appare in personaggi come Emmanuel, Chris Compass, Linus Lines, Trudy Trailway e Valerie Vistaview. Emmanuel è un autobus che appare a Parigi, nel traffico. Aspetta impazientemente dietro a Cricchetto, che fatica a entrare nella rotonda dell'Arco di Trionfo senza scontrarsi con altre auto. È dipinto principalmente di blu, con linee bianche e rosse sui lati che rappresentano la bandiera francese. Include anche due strisce gialle. Una delle strisce gialle su ciascun lato ha il marchio Parisian Car Tours scritto in rosso.
In Planes: Fire & Rescue, non hanno il tradizionale stemma Irisbus sulla parte anteriore.